# Ambilimbus altalis
Ambilimbus altalis is een eenoogkreeftjessoort uit de familie van de Erebonasteridae. De wetenschappelijke naam van de soort is voor het eerst geldig gepubliceerd in 1992 door Humes & Huys.